# Stotonic Village, Arizona
Stotonic Village je naseljeno područje za statističke svrhe u američkoj saveznoj državi Arizona. Prema popisu stanovništva iz 2010. u njemu je živjelo 659 stanovnika.